# Cascavel Esporte Clube
El Cascavel Esporte Clube fou un club de futbol brasiler de la ciutat de Cascavel a l'estat de Paranà.

## Història
El club va ser fundat el 19 de desembre de 1979. El seu major èxit fou el Campionat paranaense de 1980. Participà en la Série B el 1981 i el 1982. També participà en la Série C el 1995 i el 1996. Es fusionà amb els clubs SOREC i Cascavel S/A el 17 de desembre de 2001 formant el Cascavel Clube Recreativo.

## Palmarès
- Campionat paranaense:
  - 1980

## Estadi
El Cascavel Esporte Clube juga a l'Estadi Olímpico Regional Arnaldo Busatto. Té una capacitat per a 45.000 espectadors.